# Bagli
Bagli és una vila i una nagar panchayat al districte de Dewas en l'estat de Madhya Pradesh, Índia.

## Demografia
Segons el cens indi del 2001, Bagli tenia 10.122 persones. Els homes constituïen el 51% de la població i les dones el 49%. Bagli té un índex d'alfabetizació del 64%, per damunt de la mitjana nacional que és del 59,5%; per sexes, el 59% dels homes i el 41% de les dones estan alfabetitzats. El 15% de la població té menys de sis anys.

## Història
Bagli fou un estat tributari protegit de l'Índia, a l'agència d'Indore i des de 1907 a la de Malwa, al centre de l'Índia.
La seva superfície era de 777 km² i la població el 1881 de 14.645 habitants la majoria hindús. Formaven l'estat 61 pobles. Els governants portaven el títol de thakur i eren rajputs del clan Champawat. El 1866, extinta la línia, es va continuar per un adoptat. El tribut anual era de 1647 lliures.
La capital era Bagli, amb una població el 1881 de 2.283 habitants, situada a la riba del riu Kali Sind.